# Sungai Jernih (Sungai Penuh)
Sungai Jernih is een bestuurslaag in het regentschap Sungai Penuh van de provincie Jambi, Indonesië. Sungai Jernih telt 1242 inwoners (volkstelling 2010).